# Manganes
Cet article possède des paronymes, voir Manganèse et Manganese.

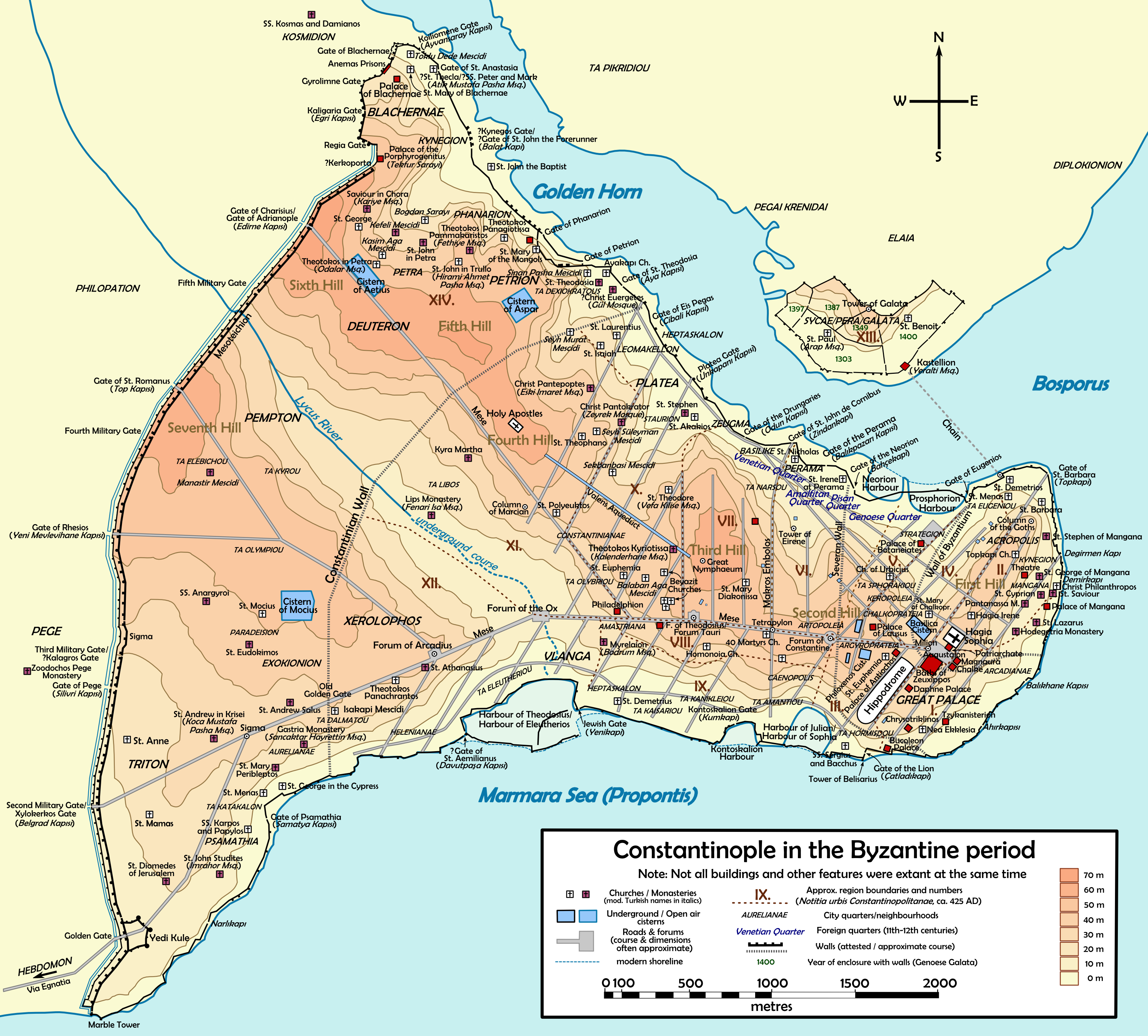
Carte de Constantinople à l'époque byzantine.

Les Manganes (en grec : Μάγγανα) étaient l’un des quartiers de Constantinople à l’époque byzantine. Situé à l’extrémité est de la péninsule sur laquelle est bâtie la ville, ce quartier abritait un palais impérial, un arsenal (d’où son nom), une école de droit et divers églises et établissements charitables.

## Histoire
Le quartier des Manganes (aujourd’hui parc Gülhane) était situé à l’extrémité est de la péninsule, au nord du Grand Palais auquel il était relié, au nord-est de Sainte-Sophie, et entre l’acropole de l’antique cité de Byzance et les remparts maritimes longeant le Bosphore,,.

Les bâtiments composant le complexe du Grand Palais de Constantinople.

Le quartier tirait son nom d’un important arsenal d’engins militaires (mangana) situé sur la pente est de l’Acropole. L’ensemble du complexe des Manganes s’étendait au moins sur 800 mètres de long à partir des remparts maritimes ; il couvrait trois terrasses et était entouré d'un mur d’enceinte.
La famille de Michel Rhangabé (règne 811-813) y possédait une demeure. Celle-ci fut transformée en domaine impérial à l’avènement de Michel comme empereur en 811, puis confisquée lors de l’abdication de celui-ci,. Basile Ier reprit le domaine et, après l’avoir agrandi, en fit un sékréton (département de l’administration impériale) à part entière pour « alimenter la table impériale », évitant ainsi que les revenus de la propriété ne tombent dans les caisses de l’État. Le domaine fut administré par un kourator (κουράτωρ) qui prit par la suite le titre de « grand curateur » (μέγας κουράτωρ τῶν Μαγγάνων). 
L’empereur Constantin IX Monomaque (règne 1042-1055) développa le site entre 1042 et 1054, y faisant construire un palais (détruit par Isaac II Ange), une église et un monastère dédié à saint Georges, un hôpital (νοσοκομεία), des résidences pour les pauvres (πτωχοτροφεία) et pour les personnes âgées (γηροτροφεία), des auberges et une école de droit. Le sékréton des Manganes fut alors dédoublé pour permettre la création de celui de Saint-Georges-le-Tropaïophore,,. L’empereur confia à Constantin Leichoudès, ancien proèdre (président du Sénat), la gestion du complexe des Manganes sous forme de pronoia. En général, ce terme désigne l’attribution viagère par l’empereur à une personne d’un revenu de l’État en compensation d’un service (le plus souvent, une terre donnée à des soldats qui doivent répondre lorsqu’appelés à défendre le territoire). Dans le cas présent, et s’agissant du sékréton qui gérait les énormes revenus du complexe des Manganes, on peut se demander si ces revenus étaient destinés en propre à Constantin Leichoudès ou à la gestion du monastère des Manganes, dont il fut nommé abbé. Il dut rendre les documents qui lui donnaient droit à ces revenus avant d’être nommé patriarche de Constantinople en 1059.
Après la conquête ottomane, Mehmed II (de 1444 à 1446 puis de 1451 à 1481) trouva le complexe en ruines. Il entreprit, en réutilisant les matériaux, la construction d’un nouveau palais impérial, le palais de Topkapi qui servit de 1465 à 1853, de résidence urbaine, principale et officielle, du sultan ottoman.
D’importantes fouilles archéologiques furent menées par le Corps d’occupation français en 1921/1922 dans cette région qui n’avait jamais été explorée vu l’impossibilité de pénétrer sur les terrains du palais de Topkapi, résidence du sultan. Pendant la période Jeunes-Turcs, l’endroit fut occupé par des installations militaires, elles aussi interdites de fouilles. Elles furent reprises en 1923 par Robert Demangel, le directeur de l’École française d’Athènes, et se continuèrent pendant une dizaine d’années. La construction d’une voie de chemin de fer et la restauration des murailles de la ville donnèrent l’occasion de faire des fouilles dans ce quartier.

## Monuments importants
Les récits des pèlerins se rendant aux Manganes font état de nombreuses églises, monastères ou couvents situés sur le complexe. Toutefois ces monuments ont disparu et l’état des fouilles n’ont pas permis d’en trouver trace jusqu’à aujourd’hui. Parmi ceux dont l’existence est attestée, on peut mentionner les monuments suivants. 

### Monastère de Saint-Georges-des-Manganes
L’empereur Constantin IX Monomaque, qui avait fait construire le monastère (aussi appelé Saint-Georges-le-Tropaïophore [Porteur de trophées]) comme agrandissement du Grand Palais, y fut aussi inhumé en janvier 1055. Depuis sa construction, la famille impériale y venait en pèlerinage chaque année le 23 avril, fête de saint Georges, tradition qui ne fut interrompue que pendant l’occupation latine. 
Ayant survécu à la destruction du palais attenant sous Isaac II Ange, le monastère continua à exister jusqu’à la chute de Constantinople. Sous l’Empire latin, le monastère appelé Saint-Georges Majeur fut brièvement occupé par des moines latins, puis fut retourné à l’Église orthodoxe sous Michel VIII (règne 1259-1282).
Au XIIIe siècle, le monastère acquit une réputation internationale grâce aux reliques de la Passion du Christ qui y étaient vénérées. Des pèlerins venus d’aussi loin que la Russie y convergeaient, ce qui en fit le deuxième monastère en importance de Constantinople.
Au XIVe siècle, lors de la guerre civile de 1341-1347, le théologien et homme politique Démétrios Kydonès put y occuper un appartement moyennant le paiement de l’adelphaton ou droit, contre une somme d’argent, de vivre dans un monastère sans être moine. Plus tard, l’empereur Jean VI Cantacuzène (règne 1347-1354) y vécut  comme moine après son abdication jusqu’à sa mort en 1354.
Occupé brièvement par des derviches, le monastère fut démoli par Mehmed II pour permettre la construction de l’actuel palais de Topkapi. Au XIXe siècle, la construction du chemin de fer provoqua de sévères dommages aux vestiges des bâtiments, entraînant notamment la destruction de l'abside de l'église Saint-Georges.

### Palais des Manganes
Un des plus prestigieux palais de Byzance était celui des Manganes situé sur le bord du Bras-de-Saint-Georges (entrée du Bosphore). Il était entouré de plusieurs églises dont le monastère Saint-Georges-des-Manganes.
Selon Nicétas Choniatès, Isaac II (1185-1195) fit détruire le palais pour employer les matériaux à d’autres constructions, ce qui fut considéré comme un sacrilège, car les bâtiments se trouvaient tout proches du sanctuaire de Saint-Georges.
On ne sait pas très bien comment se présentait le palais lui-même dont il reste de nombreuses ruines dans une zone militaire active où les fouilles ne sont pas encore possibles.
Le complexe comprenant le monastère de Saint-Georges et le palais des Manganes fut le théâtre de plusieurs évènements importants de l’Empire byzantin :
- c’est là par exemple qu’Alexis Ier, sentant sa mort approcher en aout 1118 et profitant de l’absence momentanée de sa femme, remit alors qu’il était en toute extrémité sa bague à son fils Jean, faisant ainsi de lui son héritier officiel[8] ;
- vers 1184, Constantin Makrodoukas et Andronic Doukas, accusés de trahison lors de la révolte d’Isaac Comnène, furent condamnés à être lapidés. N’étant pas morts du supplice, ils furent empalés devant le palais des Manganes ;
- le patriarche Jean XI Beccos (1275-1282), partisan de l’union des Églises romaine et orthodoxe, trouva refuge au monastère ;
- le patriarche Isaïe (1323-1334) y fut incarcéré pour ses prises de position en faveur d’Andronic III lors de la querelle entre celui-ci et son grand-père, Andronic II ;
- Jean VI Cantacuzène (1347-1354) se retira au monastère après son abdication  et, sous le nom de moine Josaphat, écrivit des manuels théologiques ainsi que l’histoire de son règne ;
- le métropolite d’Éphèse, Marc Eugenikos, qui joua un rôle important lors du concile de Florence, fut enterré au monastère après sa mort le 23 juin 1444.

### École de droit
Disparu au VIIe siècle, l’enseignement du droit fut remis à l’honneur par Constantin IX Monomaque. Pendant cette période, les personnes nommées juges n’avaient pour la plupart que des connaissances sommaires du droit, mais étaient assistées par des praticiens. C’est pour mieux former ces hauts fonctionnaires que le basileus créa entre 1043 et 1047 une chaire publique, partie de la grande fondation des Manganes, dont le titulaire prit le titre de nomophylax (νομοφύλαξ, « gardien des lois »). Le premier titulaire fut un des anciens conseillers de l’empereur, Jean Xiphilin, qui devint par la suite patriarche.

### Maisons pieuses
Dans l’Empire byzantin, l’oikos  (en grec οἶκος, « maison », « patrimoine ») désignait l’ensemble des biens et des personnes rattachés à un même lieu d’habitation ou de production. Les maisons pieuses ou euageis oikoi étaient, sous forme d’œuvres charitables de l’empereur, des hospices subventionnés grâce aux revenus de grands domaines et accueillant les indigents, malades, personnes âgées et orphelins. Les fonctions de curateur des Manganes passèrent, à partir d’Alexis Ier, à l’orphanotrophe, qui régit l’ensemble des principaux services sociaux, celui de Constantinople abritant une école pour les enfants doués quelle que soit leur origine sociale.

### Monastère du Christ Philanthrope
Il existait deux monastères de ce nom à Constantinople. Le premier fondé par l’impératrice Irène Doukas, et le second, celui du complexe des Manganes, fondé en 1312 par Irène Choumnaina, épouse du despote Jean Paléologue, troisième fils de l’empereur Andronic II. Devenue veuve, celle-ci décida de devenir religieuse et, avec l’appui financier de ses parents, restaura et embellit un monastère existant qui fut consacré au Christ Philanthrope (littéralement « Sauveur-Ami-des-Hommes »). 
Accueillant à l’origine des moines et des religieuses, il devint rapidement un centre de pèlerinage important, attirant en particulier les pèlerins russes en raison de sa fontaine miraculeuse ou ayasma (fontaine sainte), ainsi que d’une image du Sauveur dont ne parlent pas les textes byzantins. 
La communauté féminine prit plus d’ampleur que la communauté masculine et compta bientôt une centaine de religieuses. Issues de toutes les conditions sociales, celles-ci étaient réparties en deux catégories : les premières (έκκλησιαστικαί μητέρες) se consacraient à l’office divin, alors que les deuxièmes (αδελφαί) s’occupaient des travaux domestiques.
En 1320, les parents d’Irène, devenue supérieure du couvent de femmes sous le nom d’Eulogie, vinrent la rejoindre, sa mère entrant au couvent dirigée par sa fille, son père se faisant moine dans le monastère masculin sous le nom de Nathanaël.
Lors de la conquête ottomane, l’église et le monastère furent détruits, mais non la fontaine miraculeuse. Située aux pieds d’Incili Kösk, au bord de la mer, elle fut recouverte par le « kiosque des Perles », et les pèlerins purent continuer à y venir même si elle se trouvait le long de l’enceinte du sérail.  Le sultan Mahmoud II respecta la nature de ce kiosque lorsqu’il le fit restaurer en 1816,.

### Monastère et baptistère des Hodèges
Les Hodèges se situaient au voisinage du Grand Palais, à l'est de Sainte-Sophie, sur le chemin qui conduisait à Saint-Georges-des-Manganes, non loin du rivage. Selon certaines sources, le nom viendrait de la source miraculeuse se trouvant à cet endroit et qui avait la propriété de guérir les aveugles (les Ὁδηγοί ou « guides » auraient été les personnes qui conduisaient les aveugles vers la source). Le complexe monastique aurait été construit au IXe siècle par l’empereur Michel III (règne  842 à 867) et aurait été restauré au XIIe siècle,. 
Selon une autre source, l’église aurait été construite à la demande de l'impératrice Pulchérie (399-453) pour abriter une icône de la Vierge peinte par saint Luc envoyée d'Antioche par sa belle-sœur Eudocie. Cette icône représente la vierge Marie comme « conductrice » (« Ὁδηγὸν τῶν καλῶν ἁπάντων ») et est traditionnellement identifiée comme une « Hodêgêtria ».
Le monastère et l’église tiraient leur réputation des nombreuses reliques qu’ils abritaient : le fuseau de la Vierge, quelques gouttes de sang et une partie des langes du Christ.
Aux XIVe et XVe siècles le monastère abrita un scriptorium produisant des manuscrits de luxe, souvent enluminés, commandés par des membres de la famille impériale.
Les empereurs Paléologues avaient une vénération particulière pour cette église qu’ils visitaient régulièrement. Elle fut le lieu de sépulture des empereurs Andronic II (1328), Andronic III (1341) et Jean V (1391),.
Fin du XIIIe  – début du XIVe siècle, le monastère fut concédé au patriarcat d’Antioche à titre de metochion et servit de résidence aux moines syriens visitant Constantinople.

### Église ou monastère de Saint-André-des Manganes
Dans un document daté du 6 juin 1244, le pape Innocent IV dit prendre sous la protection de Saint-Pierre plusieurs sanctuaires de Constantinople, dont Saint-André-des Manganes qui aurait fait partie des biens de l’hospice de Saint-Simon. Selon Janin, il s’agit d’une confusion avec le monastère de Saint-Georges, car on n’aurait identifié aucun monastère dédié à Saint-André dans cette région,.

### Jardins des Manganes
Selon Michel Psellos, ces jardins situés au-dessus du palais étaient si grands que l’on ne pouvait en voir le mur d’enceinte et que l’on ne pouvait en faire le tour qu’à cheval. Constantin lui-même y aurait fait planter toutes sortes d’arbres et de fruits qui déployaient leurs ombres et leurs couleurs sur les pentes. Manuel Ier Comnène construisit un fort à Scutari pour y attacher une chaîne fermant une extrémité du Bosphore ; l’autre partie de la chaîne était fixée à une tour située dans les Manganes.